# Faustina (Frau Constantius’ II.)
Faustina war die dritte Ehefrau des römischen Kaisers Constantius II. Sie gebar sein einziges Kind, Constantia.
Über Faustinas Herkunft ist nichts bekannt. Sie heiratete Constantius Anfang des Jahres 361 in Antiochia, kurz nachdem Eusebia, seine bisherige Frau, 360 verstorben war. Constantius starb noch im Jahr der Eheschließung; die gemeinsame Tochter Constantia kam erst nach seinem Tod zur Welt. Neuer Kaiser wurde dessen Cousin Julian. Wie Faustina und ihre Tochter die Zeit der Kaiser Julian (361–363) und Jovian (363–364) verbrachten, ist nicht bekannt. Die beiden werden erst 365 wieder genannt, als der Usurpator Procopius sie aus Konstantinopel mit auf seinen Feldzug nahm. Faustina wurde einigen Soldaten präsentiert, weil Procopius, der seine Legitimität aus seiner Verwandtschaft mit Kaiser Julian zog, hoffte, dadurch das Vertrauen des Heeres zu gewinnen, dessen Bindung an die konstantinische Dynastie er ausnutzen wollte. Später musste sie Procopius mit ihrer Tochter in einer Sänfte in den Kampf gegen Valens begleiten, so dass die Soldaten das Leben der Kaiserin zu schützen hatten, wodurch sie zusätzlich motiviert werden sollten. Faustinas Tochter Constantia heiratete später den Kaiser Gratian (375–383) und verband so die konstantinische und die valentinianische Dynastie miteinander.